# Bone Thugs-n-Harmony
Bone Thugs-n-Harmony este o formație americană de rap din Cleveland, Ohio formată din Bizzy Bone, Wish Bone, Lazyie Bone, Krazyie Bone și Fresh-n-Bone. Grupul a debutat cu EP-ul Creepin on ah Come Up, care include primul lor hit, „Thuggish Ruggish Bone”. A fost numită de MTV drept „cea mai melodioasă formație rap din toate timpurile”.